# Джапа-мала

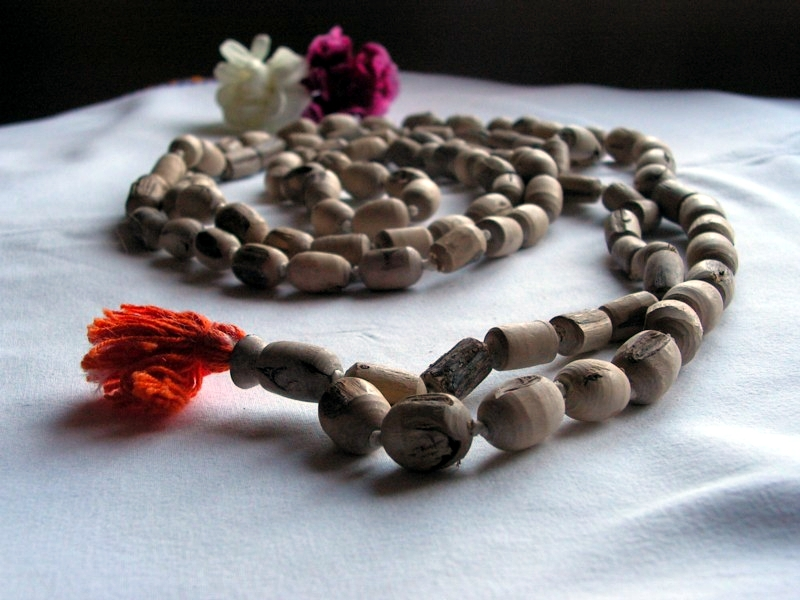
Джапа-мала из дерева туласи

Джа́па-ма́ла (санскр. जप माला — «гирлянда джапы») — чётки, используемые в духовных практиках индуизма. Джапа-мала обычно состоит из 108 зёрен. В вайшнавизме используются малы из дерева туласи, в шиваизме — из семян рудракши.

## Туласи-мала в вайшнавизме
Чётки из священного дерева туласи, используемые в вайшнавизме, традиционно имеют не гладкую, а грубо вырезанную поверхность, однако многие четки имеют хорошо обработанную поверхность. Бусины разные по диаметру и размещены на нити по убыванию величины. Каждая бусина перевязывается узлами, так что даже при разрыве чёток, бусины не будут утеряны. Отсчёт начинается от большой бусины и заканчивается на самой маленькой, после чего мала разворачивается по часовой стрелке и следующий круг идёт в сторону увеличения бусин. В бенгальском вайшнавизме и некоторых других традициях кришнаизма, 108 бусин символизируют 108 гопи, большая бусина с хвостиком символизирует Радху-Кришну. «Переступать» через эту бусину считается непочтительным. Также разворот символизирует разрыв колеса сансары, в то время как «переход» через бусину Радхи-Кришны и дальнейшее чтение по кругу без разворота означает продолжение движения по накатанной: рождение, взросление, болезни, смерть и т. д. Восемь первых бусин отделяются от девятой меткой, как правило это короткая нить, веревочка или ленточка с концами 1-3 сантиметра, символизирующая 8 главных гопи (ашта-сакхи). Чётки носят в мешочке с отверстием для указательного пальца. Повторяют мантру (имена Кришны) на чётках только правой рукой. Чётки должны содержаться в чистоте.

## Рудракша-мала в шиваизме
В шиваизме рудракша-мала представляет собой чётки из рудракши и имеет, как правило, 108 бусин. Четки различаются по количеству «ликов» рудракши. Также имеет значение, какой вид рудракш был использован. Существует особый вид четок, который называется махамала, в этих четках 14 бусин различных рудракш (начиная от одноликой рудракши и заканчивая четырнадцатиликой. Такие четки считаются очень редкими и ценными. Согласно шиваистским канонам, рудракша приносит большие блага, тем более четки из неё, в «Шива-пуране» сказано: «Человек, носящий рудракшу с любым количеством ликов, становится равным мне» (Шиве). Однако, существует целый свод правил, что надо и чего нельзя делать с рудракшой. Например, с рудракшей нельзя ходить в туалет или в ванную, нельзя её трогать грязными руками, нельзя, чтобы она касалась пола, нельзя её касаться указательным пальцем, с ней надо обращаться, как с божеством.